# Литература Бурунди
Литература Бурунди в письменной традиции только формируется, по сей день наиболее значительную роль в литературной жизни страны имеет устная традиция. Серьёзным препятствием на пути развития письменной литературы в Бурунди стал геноцид 1972 года, а затем и гражданская война, шедшая в стране с 1993 по 2005 год.

## Устная традиция
В получившей в 1962 году независимость Бурунди общий уровень грамотности оставался невысок ко времени геноцида 1972 года, во результате которого погибло значительное количество грамотных бурундийцев, что на долгие годы сохранило проблемы с распространением письменности. Как результат — развитие литературы продолжалось в устной форме. Популярны в стране пословицы и поговорки, народные песни, поэзия. Тематика произведений традиционна для африканского фольклора: крестьяне и скот, короли и предки.

## Письменная традиция

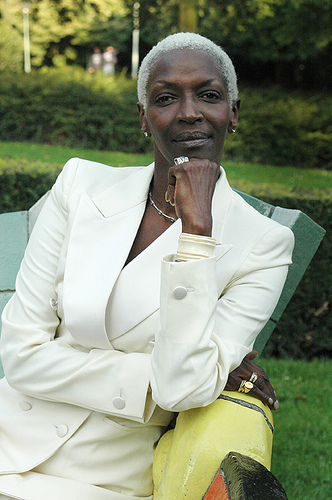
Бурундийская писательница Эстер Каматари

Отсутствие письменной традиции на языках коренных народов Бурунди естественным образом привело к тому, что первые написанные произведения в Бурунди оказались на французском языке. Самым первым стало в 1947 году «Отправление и возвращение коров», написанное священником Мишелем Нтуяхага. В 1949 году составил сборник «Пословицы и поговорки» другой священник, Жан-Батист Нтахокайя, который впоследствии также выступил как один из авторов написанного на кирунди гимна Бурунди.
Важным этапом в развитии бурундийской литературы стали написанные в конце 60-х — начале 70-х годов XX века сборники стихотворений священника Мишеля Кайойя.
Среди важных для бурундийской литературы писателей также следует назвать Джозефа Кимпайе, Жувеналя Нгорванубуса, Эстер Каматари и ряд других. Перпетю Ншимиримана написала книгу «Письмо Исидору» на автобиографическом материале.